# آلاله زنجانی
آلاله زنجانی (نام علمی: Ranunculus zhungdianensis) نام یک گونه از سرده آلاله است. سردهٔ آلاله در ایران ۵۵ گونهٔ علفی یک ساله و چند ساله دارد. آلاله زنجانی یکی از ۵۵ گونهٔ موجود در ایران است.